# Aisthetowithius rossi
Aisthetowithius rossi är en spindeldjursart som beskrevs av Beier 1967. Aisthetowithius rossi ingår i släktet Aisthetowithius och familjen Withiidae. Inga underarter finns listade i Catalogue of Life.